# Edviges Leonor de Holsácia-Gottorp
Edviges Leonor (23 de outubro de 1636 – 24 de novembro de 1715) foi a esposa do rei Carlos X Gustavo e Rainha Consorte da Suécia de 1654 a 1660. Em seguida ela também atuou como regente durante a minoridade de seu filho Carlos XI entre 1660 e 1672. Era filha de Frederico III, Duque de Holsácia-Gottorp e Maria Isabel da Saxônia.

## Descendência
Carlos Gustavo e Edviges Leonor tiveram apenas um filho:
- Carlos XI da Suécia (1655–1697), casou-se com Ulrica Leonor da Dinamarca.